# Sleeping Giants
Sleeping Giants è  un album del bassista statunitense David Ellefson, pubblicato il 19 luglio 2019 dalla Combat Records. Il disco ha delle sonorità simili a quelle dei Megadeth, band nella quale Ellefson militava.

## Storia
Si tratta dell'esordio di Ellefson come solista; per l'occasione scelse come collaboratori il cantante Thom Hazaert, il chitarrista degli End Time Illusion ed ex Megadeth Dave Sharpe, e il batterista dei Dead by Wednesday Christian Lawrence, dove milita lo stesso Sharpe.

## Tracce
1. Vultures
2. Sleeping Giants
3. Hammer
4. If You Were God
5. Deadmen Rise
6. I Fall
7. Bleeding
8. Why Can't We Die
9. Dying on the Vine
10. Faded
11. Undeniable
12. Fell Your Pain

## Formazione
- Thom Hazaert - voce
- David Ellefson – basso, voce, chitarra
- Dave Sharpe - chitarra
- Christian Lawrence - batteria

## Produzione
- Mark Menghi – produzione
- Tim Patalan   – ingegneria del suono, co-produzione
- Wally Schnalle   – produzione aggiuntiva
- Josh Wilbur – missaggio
- Matt LaPlant – mastering